# Kickxia ovata
Kickxia ovata är en grobladsväxtart som först beskrevs av George Bentham, och fick sitt nu gällande namn av Siro Kitamura. Kickxia ovata ingår i släktet spjutsporrar, och familjen grobladsväxter. Inga underarter finns listade i Catalogue of Life.